# Sem Benelli
Pour les articles homonymes, voir Benelli.
Sem Benelli (né à Filettole, frazione de Prato, le 12 août 1877 et mort à Zoagli le 18 décembre 1949) est un dramaturge, essayiste et librettiste italien. Il a écrit les textes de plusieurs opéras italiens connus.

## Biographie

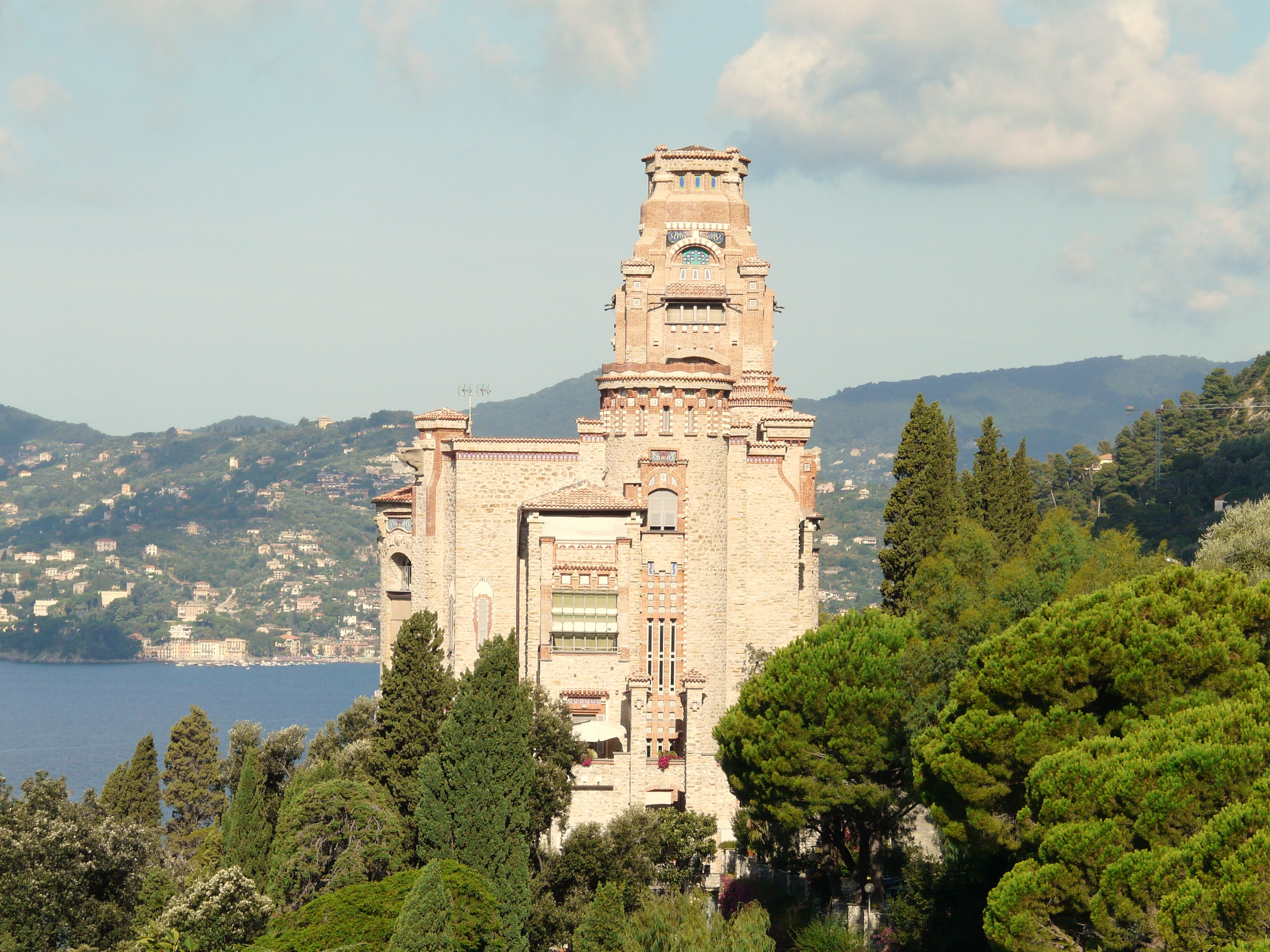
« Castello Sam Benelli » à Zoagli.

Sem Benelli a été cofondateur du magazine Poeta à Milan en 1905 avec Filippo Tommaso Marinetti, initiateur du futurisme.
Souvent comparé à Gabriele D'Annunzio, il est surtout connu pour son chef-d'œuvre La cena delle beffe, tragédie implantée à Florence au temps de Lorenzo le Magnifique qui a connu le succès au Teatro Argentina à Rome, Paris (Sarah Bernhardt) et Broadway (avec John Barrymore), par la suite adapté et mis en musique en genre lyrique par Umberto Giordano (l'opéra éponyme créé par Arturo Toscanini à la Scala en 1924) et en un film, La Farce tragique, par Alessandro Blasetti, avec Amedeo Nazzari et Clara Calamai en 1942.
Il a écrit des libretti d'opéra pour Italo Montemezzi (L'amore dei tre re, La Gorgona, Il mantellaccio et Rosmonda) et un poème symphonique dédié à Giuseppe Verdi mis en musique par Francisco Cilea.
Initialement sympathisant du régime fasciste, après l'enlèvement et le meurtre de Giacomo Matteotti, il fonde une organisation antifasciste, la Ligue italienne, qui est fermée par le gouvernement.
En 1945, il fut l'un des fondateurs de l'union des auteurs dramatiques italiens.
En 1914, il fait construire un château (« Castello Sam Benelli ») en Ligurie, dans la localité de Zoagli, sur la riviera italienne.

## Œuvres
- Ferdinando Lasalle, drame, 1902
- La terra, drame, 1903
- Vita Gaia, drame, 1904
- Il mantellaccio, Libretto, mis en musique par Giacomo Setaccioli (it)
- La morale di Casanova, drame, 1906
- Il sogno di Alma, Libretto d'après En el paìs violeta de Enrique Prins, mis en musique par Carlos López Buchardo, 1907
- Tignola, comédie, 1908
- La maschera di Bruto, drame, 1908
- Le cena delle beffe, drame, 1909, 1924 mis en musique par Umberto Giordano
- L'amore dei tre re, drame, 1910, 1913  mis en musique par  Italo Montemezzi vertont
- Il Mantellacio, drame, 1911
- Rosmunda, tragédie, 1911, mis en musique par  Rodolfo Zanni (1901–1927)
- La gorgone, drame épique, 1913
- Le nozze dei centauri, drame, 1915
- Ali, drame, 1921
- La santa primavera, drame, 1923
- L'amorosa tragedia, drame, 1925
- Il vezzo di perle, comédie, 1926
- Con le stelle, jeu mystère, 1927
- Orfeo e Proserpina, drame lyrique , 1929
- Fiorenza, drame, 1930
- Eroi, drame, 1931
- Madre Regina, drame, 1931
- Adamo ed Eva, comédie, 1932
- Caterina Sforza, drame, 1934
- Il ragno, Komödie, 1935
- L'elefante, comédie , 1937
- L'orchidea, comédie, 1938
- La festa, drame, 1940
- L'incantesimo, Libretto, mis en musique par Italo Montemezzi, 1943
- Paura, Drame, 1947
- Oro vergine, drame, 1949